# 王正宇
王正宇，SC（1948年—），香港資深大律師、作曲家。音樂代表作有張國榮的《為妳鍾情》。亦曾師從葉問學習詠春。

## 履歷
1972年，獲英國大律師資格。
1975年，獲香港大律師資格。
1989年，香港作曲家及作詞家協會第一屆「CASH流行曲創作大賽」，憑藉《光陰流轉》獲得最佳歌曲和最佳旋律兩項大獎。
1997年，獲御用大律師資格，為香港回歸前最後一批被任命的御用大律師之一, 同年7月1日起改稱資深大律師。

## 著名案件
香港特別行政區 訴 吳兆秋  HKSAR  v.  NG SIU CHAU (2000年3月9日)
根據香港防止賄賂條例，香港賽馬會的僱員屬公職人員, 受該條例監管, 未得馬會批准不得收受任何利益。1995-96年發生造馬案，廉政公署逮捕了37名人士, 包括馬主、商人、練馬師及騎師, 指他們涉嫌行賄、受賄及於賽馬博彩中行騙。商人吳兆秋被控向一名香港賽馬會見習騎師僱員提供利益, 誘使他於賽事中不盡力策騎其馬匹, 意圖以不正當手法影響賽馬結果，起初在區域法院被定罪判監, 其後王正宇代表吳上訴至終審法院, 指見習騎師是與練馬師簽訂學徒合約及須按照練馬師之指示工作, 賽馬會只是監管機構而非締約方,故此見習騎師實不是馬會僱員及公職人員，結果成功推翻控罪。事後馬會加強對見習騎師之監管，要求他們與馬會簽訂僱傭合約, 再由馬會委派往指定馬房受訓, 堵塞漏洞。
香港特別行政區 訴 麥長華 HKSAR v. MAK CHEUNG WAH (1997年8月14日)
香港考試局助理高級科目主任兼試題審查委員會秘書麥長華於1997年香港中學會考開考前利用複製之鎖匙開啟夾萬取得並複印該屆八科試題及評卷參考給其兒子熟讀，兒子於應考時把答案直接默寫出來獲取佳績。麥被控「准許他人取閱考試局試題」罪，於東區裁判法院首次提堂時承認控罪，裁判官判刑時斥責他嚴重違反誠信及破壞考試局對外公信力，稱如非廉署及時破案，考試局便要向其兒子發出八優的成績單，但王正宇為麥求情， 指被告家族中多人英年早逝，亦憂慮自己或會早死，故希望兒子早日成才成為家庭支柱。法官考慮到他認罪及望子成龍心切，不判其入獄，只判處220小時社會服務令。其兒子被考試局取消全部科目考試資格，未被檢控，可於日後重考。

## 音樂作品
| 年份 | 歌名       | 填詞人 | 歌手   |
| ---- | ---------- | ------ | ------ |
| 1980 | 只要享和平 | 鄭國江 | 林子祥 |
| 1984 | 傾國傾城   | 黃霑   | 張艾嘉 |
| 1985 | 為妳鍾情   | 黃霑   | 張國榮 |
| 1985 | 問一問你   | 黃霑   | 梅艷芳 |
| 1986 | 刻骨銘心   | 鄭國江 | 張國榮 |
| 1986 | 愛情離合器 | 黎彼得 | 張國榮 |
| 1986 | 冬夜舞影   | 向雪懷 | 區瑞強 |
| 1987 | 曾擁有     | 小美   | 羅文   |
| 1987 | 愛人十七歲 | 鄭國江 | 李麗蕊 |
| 1988 | 夢魂牽     | 潘偉源 | 許志安 |
| 1988 | 孤清清     | 向雪懷 | 陳百強 |
| 1989 | 冷暖風鈴   | 盧永強 | 陳百強 |
| 1989 | 這就是愛   | 盧永強 | 林楚麒 |
| 1989 | 光陰流轉   | 陳少琪 | 麥潔文 |
| 1990 | 童年       | 鄭國江 | 譚耀文 |

## 親友關係
王正宇與林子祥是於拔萃男書院的舊同學。2016年林子祥曾邀王正宇擔任演唱會嘉賓。
蘇永康在1985年參加第四屆新秀歌唱大賽時，王正宇為該比賽評判。2012年蘇永康曾邀王正宇擔任演唱會嘉賓。
王正宇的妻子黃希蘊，洋名Alice，據知是中巴家族後人。
王正宇的女兒王匡婷是指紋鑑証專家，曾於陳振聰偽造遺囑案擔任專家証人。王正宇及王匡婷父女曾多次於香港公益金電視籌款節目《萬眾同心公益金》獻唱，包括2016年與蘇永康合唱，2017年與林子祥合唱。
2007年被揭發騙取綜援的退休法官李栢儉，早年在香港當執業大律師時，王正宇曾跟隨其工作。王正宇曾於騙取綜援案為李栢儉夫婦求情。
王正宇是法官黃崇厚，及前立法會議員、執業大律師陳淑莊的師傅。
王正宇1958年已開始師從葉問習武。